# Antequera
Antequera er en by og kommune i det sydlige Spanien i provinsen Málaga. Den har et indbyggertal på 41.619 (2024) indbyggere.